# Friedrich von Greuhm
Friedrich von Greuhm (zm. 1823 w Waszyngtonie) – pruski dyplomata.
Greuhm był pierwszym dyplomatycznym reprezentantem niemieckim w USA. W latach 1817–1823 był ministrem-rezydentem i konsulem generalnym Królestwa Prus. Niemców, a zwłaszcza Prusaków, ze Stanami Zjednoczonymi łączyły dawne stosunki kolonialne. W latach 1749–1754 37 tys. Niemców (zwłaszcza z Niemiec Północnych, w tym Prus) przybyło do Ameryki Północnej, by się tam osiedlić. W stosunkach z młodym krajem prym wiodły Prusy. Latem 1785 roku Fryderyk Wielki podpisał traktat handlowy z USA. Nie miał on wielkiego znaczenia ekonomicznego, lecz wyrwał USA z izolacji.
Von Greuhm był jedynym pruskim reprezentantem w USA, który zmarł na terenie tego kraju i został w nim pochowany. Widział na własne oczy wzrost tego kraju i zwiększenie liczby stanów z 13 do 26. Prezydentem był wówczas James Monroe, który w grudniu 1823 roku wyjaśnił w kongresie na czym miałaby polegać doktryna, znana odtąd jako doktryna Monroego. Pruski dyplomata darzony był bardzo wielkim szacunkiem w amerykańskiej stolicy, ponieważ znane było jego zaangażowanie na rzecz uwolnienia przez Brytyjczyków amerykańskich jeńców wojennych z 1814–1815, które przejawił podczas wizyty w Londynie.